# English Electric Canberra
Pour les articles homonymes, voir Canberra (homonymie).
L'English Electric Canberra est le premier bombardier à réaction conçu par le Royaume-Uni, juste après la Seconde Guerre mondiale. Dérivé en versions de reconnaissance ou d'appui feu, utilisé par une quinzaine de pays, il a été construit à plus de 1 400 exemplaires et décliné en 27 versions. L'Australie et les États-Unis l'ont produit sous licence. Aux États-Unis, l'avion est dénommé Martin B-57 Canberra et des versions spécifiques y ont été développées.
Le Canberra a connu une carrière d'une durée rare pour un avion militaire : alors que les premiers exemplaires ont été mis en service en 1951, cet avion était encore à l'inventaire de plusieurs armées de l'air au début du XXIe siècle, bien qu'en nombre limité. Le Royaume-Uni et l'Inde l'ont utilisé respectivement jusqu'en 2006 et 2007.

## Conception

### English Electric Canberra
En 1944, le ministère de l'Air du Royaume-Uni émet une demande pour un bombardier à haute vitesse et haute altitude, non armé et propulsé par un moteur à réaction. La compagnie English Electric débauche un ingénieur de chez Westland et lui confie une équipe chargée de concevoir un tel appareil. Après avoir envisagé un monoréacteur, les ingénieurs finissent par arriver à la formule du Canberra, avec ses deux réacteurs placés dans les ailes à la façon du Gloster Meteor, ce qui libère le fuselage pour la soute à bombes et le carburant. La formule du biréacteur est également un avantage à une époque où ce type de moteur est encore peu puissant et d'une fiabilité moyenne.

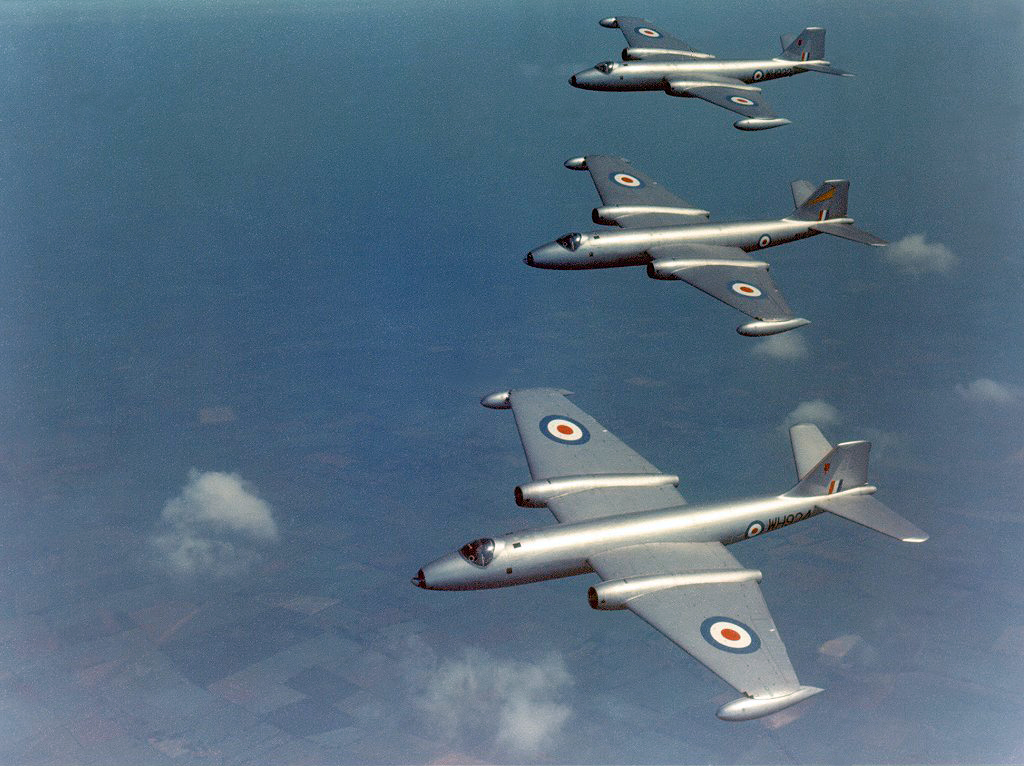
Trois Canberra B.2 de la Royal Air Force volant en formation.

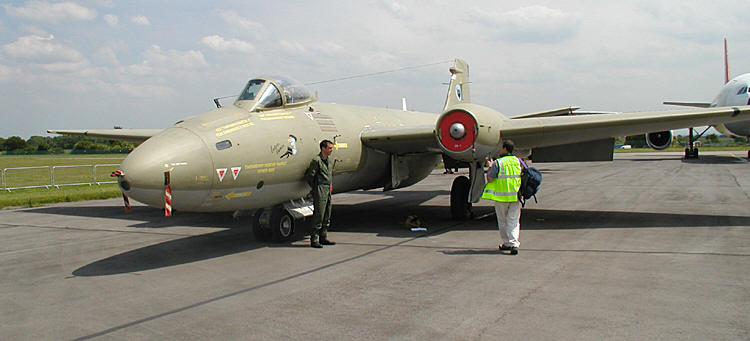
Avant d'un Canberra PR.9 de reconnaissance à haute altitude de la RAF montrant la verrière adoptée à partir de la version B(I).8.

Le premier des quatre prototypes fait son vol inaugural le 13 mai 1949, alors qu'une centaine d'avions de série ont déjà été commandés. Le système de visée par radar prévu n'étant pas prêt, le Canberra reçoit un nez vitré accueillant un troisième membre d'équipage, chargé de la visée avec des systèmes visuels classiques. Désignée Canberra B.2, cette première version est mise en service en 1951. Elle est rapidement suivie d'une version PR.3 de reconnaissance (premier vol 19 mars 1951) et d'une version T.4 d'entraînement (premier vol 12 juin 1952).
L'arrivée de réacteurs Rolls-Royce Avon plus puissants permet de réaliser les versions B.6 et PR.7, équivalentes aux B.2 et T.4 à part leur motorisation. L'adaptation du Canberra à des missions d'attaque au sol est cependant en cours avec l'installation d'un pack contenant 4 canons de 20 mm dans la soute ventrale et la possibilité d'emporter des bombes sous les ailes. Si un dérivé du B.6 est réalisé avec ces modifications, la première véritable version de ce type est le B(I).8 qui fait son premier vol le 23 juillet 1954. C'est un avion biplace, avec un membre d'équipage chargé de la visée à l'avant et un pilote sous une nouvelle verrière offrant une meilleure visibilité. Le B(I).8 est également la première version capable d'emporter une bombe atomique.
Premier avion de ce type et doté de bonnes performances, le Canberra n'a aucun mal à décrocher des contrats à l'export. De plus, sa conception modulaire facilite le développement de versions spécifiques. Au total, 27 versions différentes du Canberra sont développées, que ce soit pour la Royal Air Force ou pour la quinzaine de pays qui s'en portent acquéreurs. 
En 1950, l'Australie signe une commande pour 48 Canberra, qui doivent être construits sous licence localement par Government Aircraft Factories. Le premier d'entre eux fait son vol inaugural en mai 1953 et la production se poursuit jusqu'en septembre 1958. Désignés Canberra Mk 20, les avions de la Force aérienne royale australienne n'ont que 2 membres d'équipage et emportent plus de carburant. Leurs réacteurs sont plus puissants et leur avionique est modifiée. 
Un gros acheteur du Canberra est l'Inde. À la fin des années 1950, la Force aérienne indienne commande 108 exemplaires de 6 versions différentes. Elle rachète aussi d'occasion une dizaine d'appareils à la Force aérienne royale néo-zélandaise en 1970.

### Martin B-57 Canberra
Après la Seconde Guerre mondiale, les États-Unis ont mis la priorité sur le développement de nouveaux bombardiers stratégiques pour l'US Air Force. Lorsque la guerre de Corée éclate en juin 1950, ils se rendent rapidement compte que leurs bombardiers moyens sont dépassés et doivent être remplacés de toute urgence. Une commission est donc chargée de trouver une solution, y compris en étudiant des avions produits à l'étranger, et finit par retenir deux projets en décembre 1950 : le Martin XB-51 américain et le Canberra anglais, tous les deux à l'état de prototypes. 

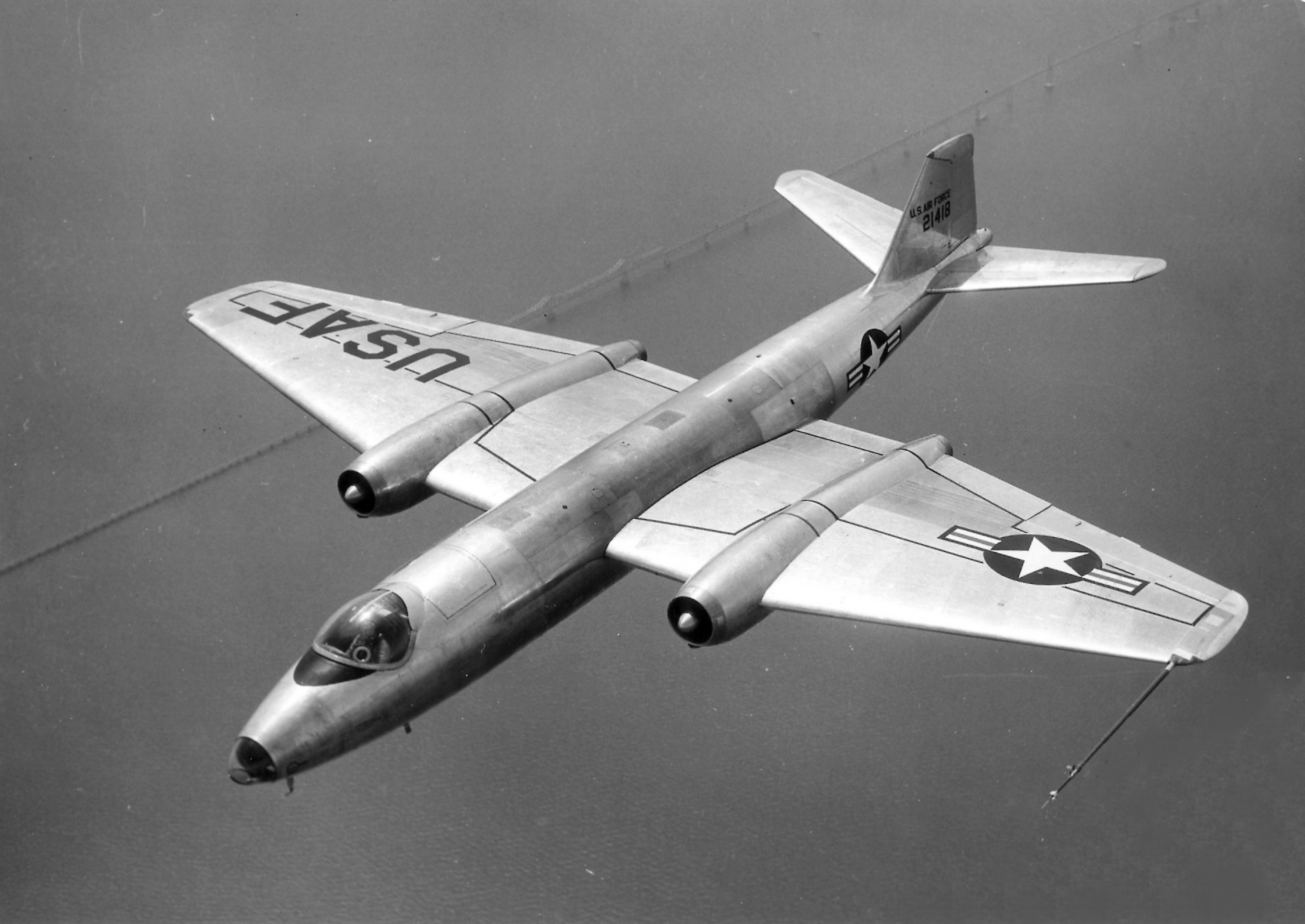
Le premier Martin B-57A fabriqué sous licence aux États-Unis.

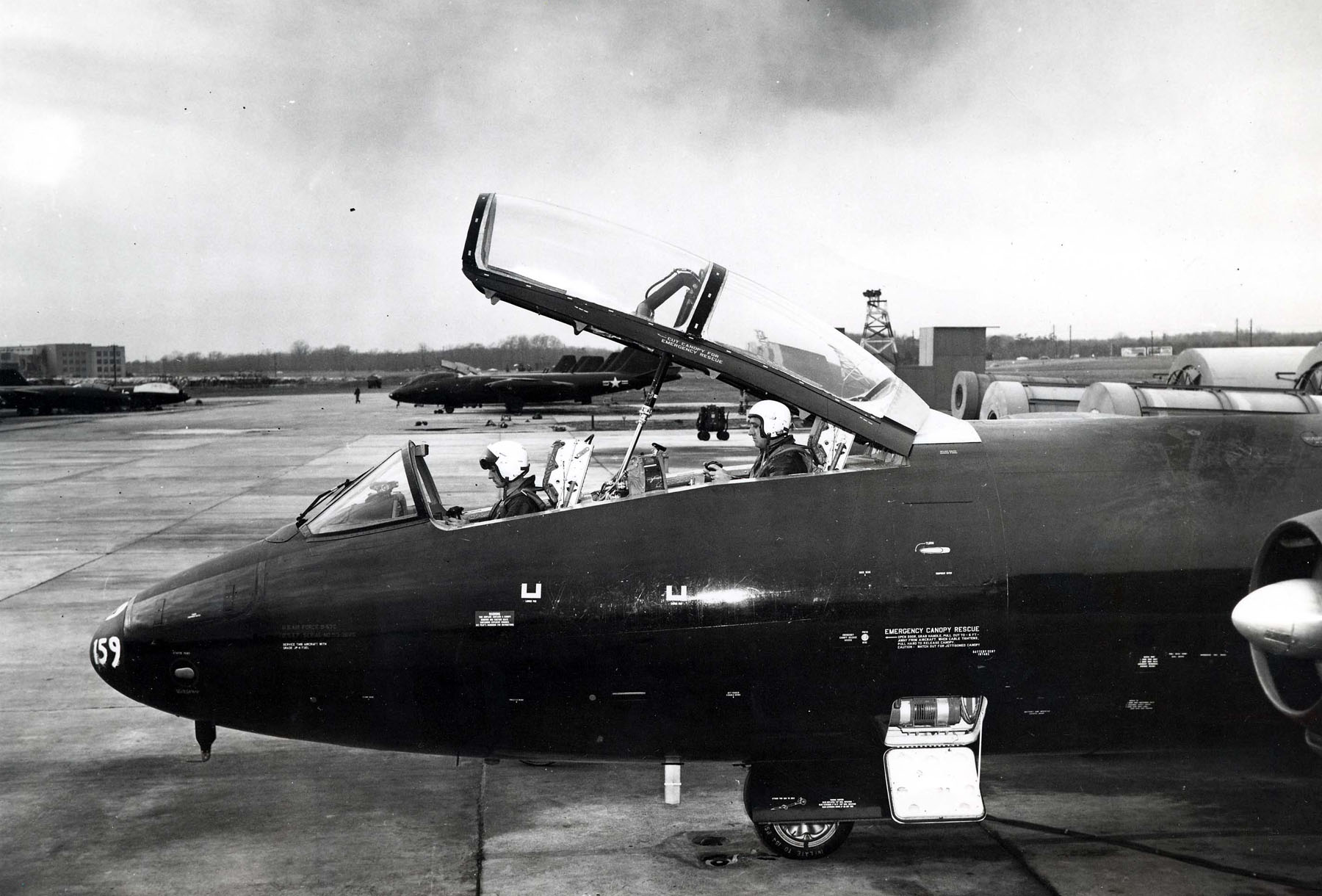
Avant d'un B-57C d'entraînement montrant le nouveau poste de pilotage en tandem adopté à partir de la version B-57B.

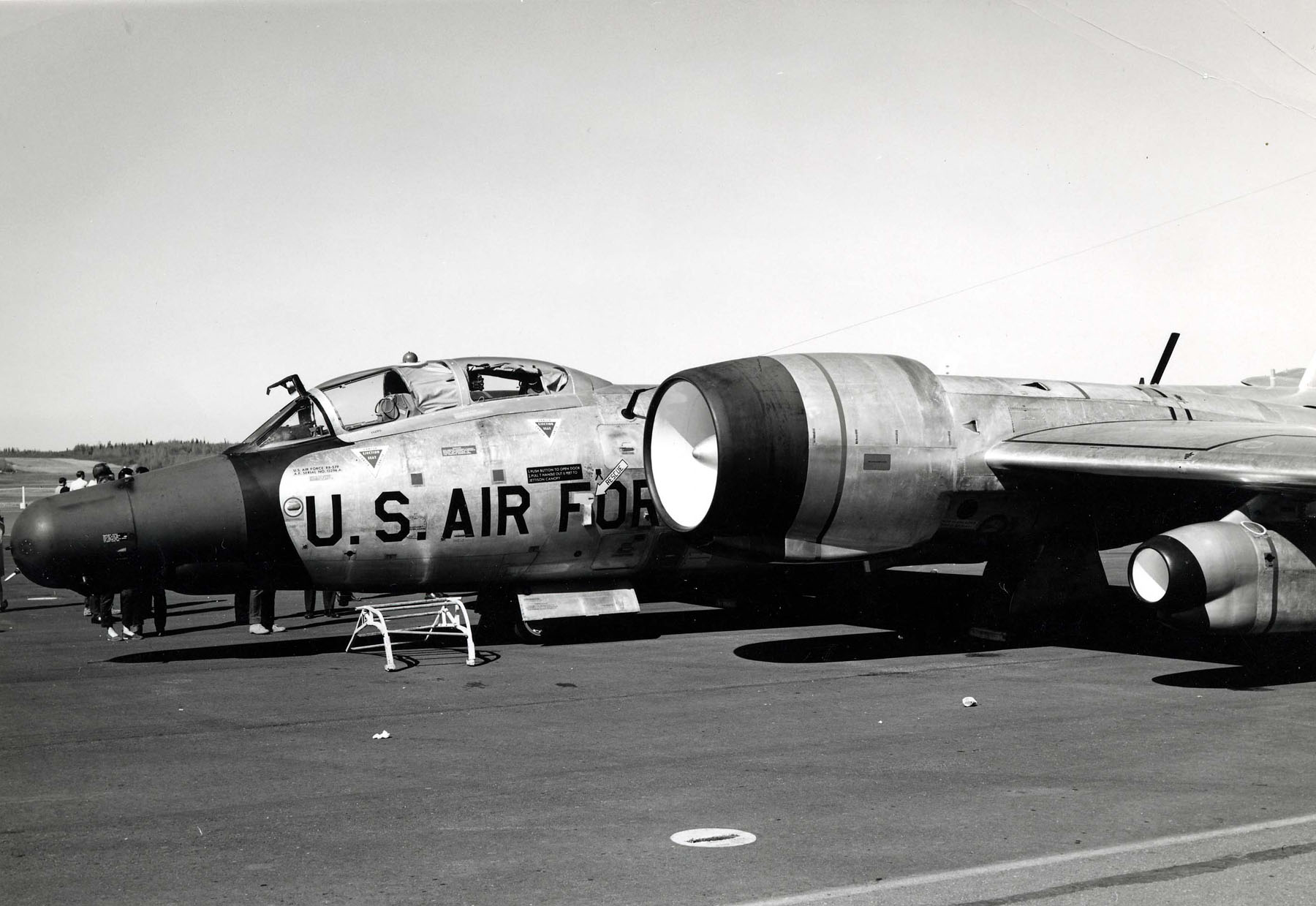
Le RB-57F de reconnaissance à haute altitude est équipé de nouvelles nacelles pour ses deux réacteurs principaux, des Pratt & Whitney TF33, et emporte sous chaque aile un réacteur d'appoint J60.

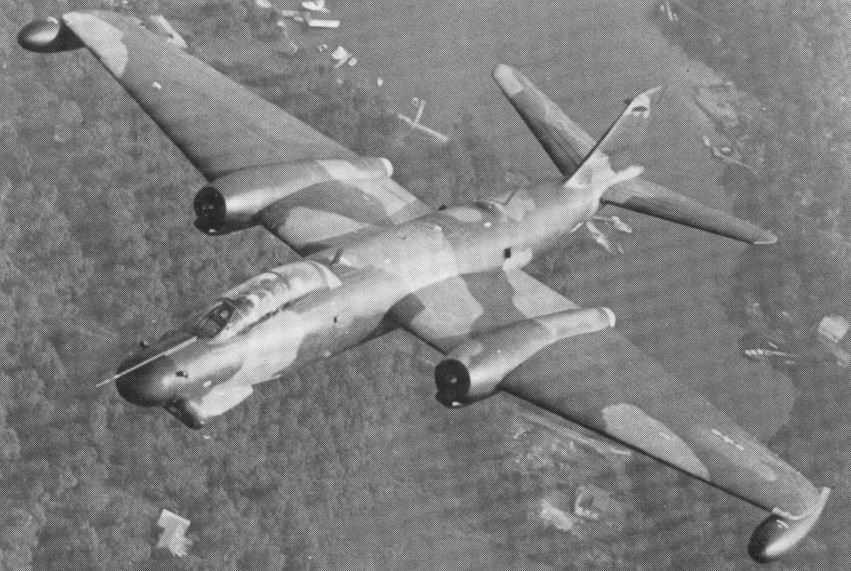
Un B-57G d'attaque nocturne pendant la guerre du Viêt Nam.

Comme le Royaume-Uni n'a pas une capacité de production suffisante, il est prévu que le Canberra soit fabriqué sous licence aux États-Unis. Le contrat doit alors être attribué à la firme Martin, en compensation de l'abandon du X-51 qui semblait inférieur. Un Canberra B.2 arrive aux États-Unis le 21 février 1951 pour participer à des essais comparatifs, et sa supériorité est tellement évidente qu'il est annoncé vainqueur le 2 mars. Il peut tenir 2 h 30 min au-dessus d'une cible située à 1 440 km et il est plus adapté pour décoller et atterrir sur des pistes sommaires que son concurrent.
Le premier Canberra fabriqué aux États-Unis sort d'usine le 20 juillet 1953. Il est basé sur le Canberra B.2, équipé de réacteurs Armstrong Siddeley Sapphire. Cette version de présérie, construite à 8 exemplaires, est désignée Martin B-57A Canberra. Elle est équipée de réacteurs également construits sous licence, des J65 de Curtiss-Wright qui offrent 10 % de puissance supplémentaire, d'une soute à bombes rotative, et reçoit quelques autres modifications mineures.
Le développement d'une version de reconnaissance est lancé dès octobre 1951. Désignée RB-57A, elle accueille plusieurs caméras dans la soute à bombe. Le premier des 67 exemplaires effectue son premier vol en octobre 1953 et un escadron est déclaré opérationnel sur cet avion en juillet 1954. La première version destinée au bombardement à être produite en série est le B-57B, dont le prototype fait son premier vol le 18 juin 1954. Cette version est sérieusement modifiée par rapport au B-57A, avec entre autres un poste de pilotage entièrement refait (pilote et navigateur/bombardier installés en tandem sous une grande verrière), une avionique améliorée (viseur radar, calculateur de bombardement et détecteur d'alerte radar), une nouvelle soute à bombe, des pylônes d'emport sous les ailes, ainsi que 8 mitrailleuses de 12,7 mm (qui seront par la suite remplacées par 4 canons de 20 mm).
La version B-57C (premier vol le 30 décembre 1954) est destinée à l'entraînement et dispose de doubles commandes. Elle est suivie du RB-57D destiné à la reconnaissance à haute altitude (premier vol le 3 décembre 1955) qui dispose d'une nouvelle aile, de réacteurs Pratt & Whitney J57 plus puissants, et qui n'emporte plus de carburant dans le fuselage. Une version B-57E destinée au remorquage de cibles pour l'entraînement au tir fait son premier vol le 16 mai 1956 et est construite à 68 exemplaires. Quelques années plus tard, ces avions sont convertis en EB-57E de guerre électronique, à l'exception d'une douzaine modifiés en B-57B pour compenser les pertes de la guerre du Viêt Nam. 
Au début des années 1960, le constructeur General Dynamics est chargé de réaliser une nouvelle version de reconnaissance à haute altitude, par conversion de quelques B-57A, B et D. Désignée RF-57F, la nouvelle version a une aile entièrement nouvelle de surface plus importante, une dérive agrandie, des réacteurs à double-flux Pratt & Whitney TF33 deux fois plus puissants, deux réacteurs d'appoint J60 sous les ailes (utilisés uniquement à haute altitude), et de nouveaux équipements de reconnaissance. Le premier RF-57F effectue son vol inaugural le 23 juin 1963 et le dernier des 21 exemplaires est livré en mars 1967.
Les États-Unis rencontrent de nombreuses difficultés avec leurs B-57 : problèmes de réacteurs, avionique partiellement défectueuse, accidents dus à une commande de vol mal réglée, sans parler de faiblesses structurelles au niveau des ailes sur les RB-57D et RB-57F. En conséquence, les premières versions RB-57A et B-57B sont transférées vers des unités de réserve dès la fin des années 1950, et l'avion aurait probablement eu une carrière très courte sans le déclenchement de la guerre du Viêt Nam.
En 1959, 24 B-57B et 2 B-57C sont revendus d'occasion aux Forces aériennes pakistanaises avec un système de bombardement dégradé. Celui-ci est cependant mis à jour en 1963 pour retrouver ses capacités initiales. Deux RF-57F sont fournis au milieu des années 1960. Le Pakistan retire ses B-57 du service en 1985. De son côté, Taïwan reçoit deux RB-57A pour sa force aérienne qui sont remplacés par des RB-57D en 1959. Enfin, un programme visant à équiper le Sud Viêt Nam de B-57 est initié en 1965, mais finalement abandonné en 1967.
La dernière version du Martin B-57 est le B-57G destiné à l'attaque nocturne (premier vol en juillet 1969) et réalisé par modification de 16 B-57B qui reçoivent une caméra à bas niveau de lumière, un FLIR et un système d'illumination laser. Les canons de 20 mm sont supprimés pour compenser l'augmentation de poids. Par ailleurs, à la suite des résultats des Lockheed AC-130A Spectre dans le rôle de « rôdeur », le B-57G est à plusieurs reprises utilisé à leurs aux côtés pour former un duo « rôdeur-chasseur » où le Canberra est guidé par les opérateurs du Spectre pour délivrer sa charge, bien plus efficace dans certains cas que les obus de 20, 40 ou de 105 mm. Un B-57G est aussi utilisé dans le but de convertir le Canberra en gunship. Pour cela le système AN/AXQ-5, composé d'un General-Electric M61 Vulcan capable de pivoter sur 360° associés à divers capteurs, est installé dans la soute. Le projet, intitulé Pave Gat, est stoppé en juillet 1971. Les résultats ont montré que si le canon de 20 mm déstabilise l'appareil dans certaines conditions de vol, le Pave Gat (alimenté avec 4 000 obus) est en mesure d'engager et de détruire 20 cibles au sol, soit un taux de destruction trois fois plus élevé que celui d'un B-57G armé conventionnellement de M35/36 et de M117. Par ailleurs, l'appareil n'ayant pas besoin de rester immobile et en légère plongée afin de continuer à illuminer sa cible, l'équipage est en mesure d'esquiver les tirs de riposte.

## Engagements
Dans les années 1950, les Canberra de reconnaissance de la RAF espionnent l'URSS. En 1953, l'un d'eux réalise une mission à haute altitude qui confirme l'existence du cosmodrome de Kapustin Yar. L'avion est endommagé par le tir d'un MiG-15 mais réussit à atterrir en Iran.
Pendant la seconde moitié des années 1950, les Canberra australiens sont engagés lors de missions contre la guérilla au nord de la Malaisie péninsulaire.
Le Royaume-Uni engage de nombreux Canberra pendant la crise du canal de Suez (1956), tant pour des missions de reconnaissance que de bombardement. Un seul exemplaire est perdu, à la frontière entre le Liban et la Syrie.
Au début des années 1960, l'Inde déploie plusieurs Canberra dans le cadre de l'opération des Nations unies au Congo. Ils effectuent notamment une mission de bombardement sur Kolwezi, ainsi que de nombreuses missions de soutien des troupes au sol et de reconnaissance.
Les Canberra de l'Inde et les B-57 du Pakistan sont engagés lors de deux conflits opposants ces pays : la deuxième guerre indo-pakistanaise de 1965 et la troisième guerre indo-pakistanaise de 1971. 
Les États-Unis et l'Australie engagent leurs B-57 lors de la guerre du Viêt Nam. Les Américains perdent 51 des 94 B-57B déployés lors de ce conflit. De leur côté, les Australiens perdent deux avions.
L'Argentine engage les Canberra de sa force aérienne pendant la guerre des Malouines en 1982. Deux avions sont perdus lors de ce conflit.

## Records
De 1951 à 1958, le Canberra établit pas moins de 22 records homologués, dont 3 d'altitude. On peut citer notamment :
- une double traversée de l'océan Atlantique lors d'un vol aller-retour de 10 h 3 min 29 s sans escale, le 26 août 1952 ;
- un vol sans escale de 22 h 0 min 21 s entre Londres et Darwin, les 27 et 28 janvier 1953 ;
- une montée jusqu'à l'altitude de 20 083 mètres, le 29 août 1955 (avec des réacteurs Bristol Olympus).

## Variantes

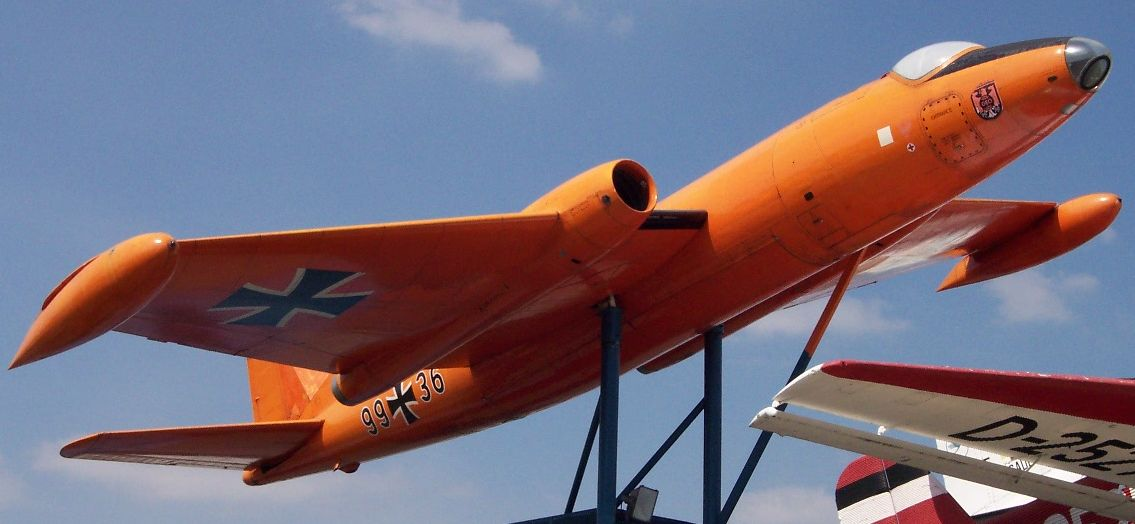
Un des trois Canberra utilisés par la Luftwaffe pour effectuer des essais en vol.

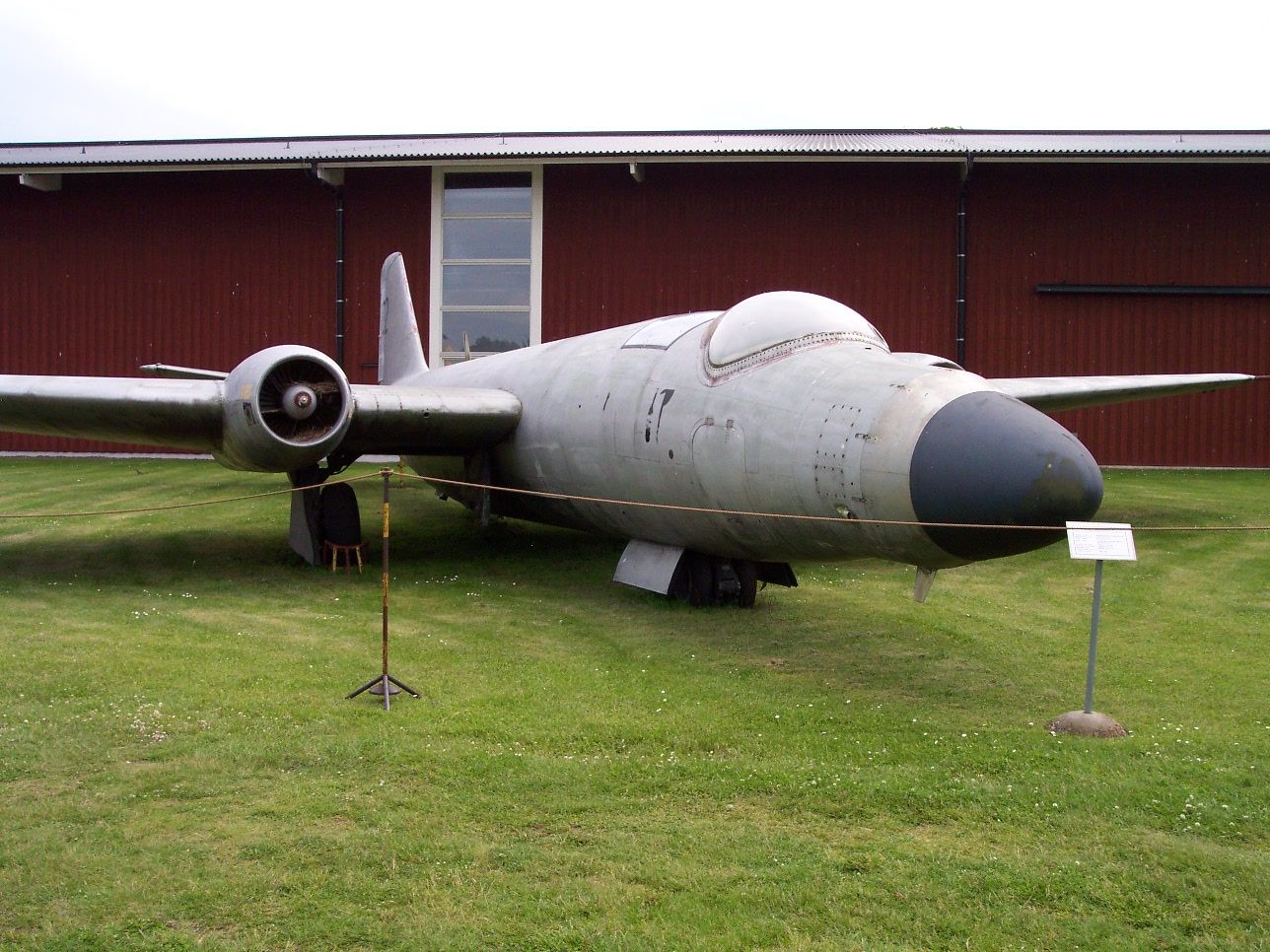
Un Canberra Tp52 utilisé par l'Armée de l'air suédoise pour la guerre électronique.

### English Electric Canberra
La production totale est d'environ 1 030 appareils (les nombreuses versions destinées à l'export ne sont pas listées).
- B.2 : version initiale avec 3 membres d'équipage (416 exemplaires)
- PR.3 : version de reconnaissance biplace, avec fuselage allongé et 7 caméras (35 exemplaires)
- T.4 : version d'entrainement à doubles commandes (66 exemplaires)
- B.6 : réacteurs Avon Mk.109 plus puissants (97 exemplaires)
- B(I).6 : version capable de missions d'attaque au sol (22 exemplaires)
- PR.7 : version de reconnaissance du B.6 (74 exemplaires)
- B(I).8 : version spécialisée pour l'attaque au sol (82 exemplaires)
- PR.9 : version de reconnaissance à haute altitude (23 exemplaires)
- U.10 : drones pour l'entraînement au tir réel (17 exemplaires)
- T.11 : version d'entrainement à l'utilisation d'un radar (9 avions modifiés)
- B.15/16 : version d’attaque équipée de roquettes (57 avions modifiés)
- T.17 : version de guerre électronique (22 exemplaires)
- TT.18 : version de remorquage de cibles (23 avions modifiés)
- T.22 : version d'entrainement à l'utilisation d'un radar (7 exemplaires)

### Martin B-57 Canberra
La production totale est d'environ 400 appareils.
- B-57A : version de présérie (8 exemplaires)
- RB-57A : version de reconnaissance (67 exemplaires)
- B-57B : premier bombardier de série (202 exemplaires plus 12 B-57E modifiés)
- B-57C : version d'entraînement à double commandes (38 exemplaires)
- RB-57D : version de reconnaissance à haute altitude (20 exemplaires)
- B-57E : version de remorquage de cibles (68 exemplaires)
- EB-57E : version de guerre électronique (B-57E modifiés)
- RB-57F : version de reconnaissance à haute altitude (19 avions reconstruits à partir de B-57A, B et D)
- WB-57F : version de reconnaissance météorologique. Seuls deux WB-57 sont encore en service ; la NASA les utilise pour surveiller les phases de lancement et d'entrée dans l'atmosphère de la navette spatiale américaine[7].
- B-57G : version d'attaque nocturne (16 avions modifiés)

## Utilisateurs

### English Electric Canberra
| Pays             | Nombre d'exemplaires reçus | Date de mise en service | Date de retrait du service | Commentaire                                                  |
| ---------------- | -------------------------- | ----------------------- | -------------------------- | ------------------------------------------------------------ |
| Royaume-Uni      | 815 avions ?               | 1951                    | 2006                       | 62 unités ont utilisé le Canberra à un moment ou à un autre. |
| Afrique du Sud   | 9 avions                   | 1962                    | 1990                       | 5 avions revendus au Pérou en 1991.                          |
| Allemagne        | 3                          | 1961                    | ?                          | Utilisés pour des essais uniquement.                         |
| Argentine        | 12 avions                  | 1971                    | 2000                       | Non remplacés.                                               |
| Australie        | 48 avions                  | 1954                    | 1982                       | 5 avions convertis en biplaces d'entraînement en 1959.       |
| Chili            | 3 avions                   | 1982                    | Toujours en service        |                                                              |
| Équateur         | 6 avions                   | 1954                    | 1981                       |                                                              |
| Éthiopie         | 4 avions                   | 1968                    | 1984                       | 2 avions détruits au sol en 1977, les 2 autres en 1984.      |
| France           | 6 avions                   | 1954                    | 1972 ?                     | Utilisés pour des essais uniquement (CEV).                   |
| Inde             | 118 avions                 | 1957                    | 2007                       |                                                              |
| Nouvelle-Zélande | 11 avions                  | 1958                    | 1970                       | 10 avions revendus à l'Inde en 1970.                         |
| Pérou            | 40 avions                  | 1958                    | Toujours en service        |                                                              |
| Rhodésie         | 18 avions                  | 1959                    | ?                          | 2 avions supplémentaires reçus en 1981.                      |
| Suède            | 2 avions                   | 1960                    | 1973                       | Utilisés pour la guerre électronique.                        |
| Venezuela        | 31 avions                  | 1953                    | 1991                       |                                                              |

### Martin B-57 Canberra
- États-Unis
- Pakistan (de 1959 à 1985)
- Taïwan (de 1958 à 1964)

### Aéronefs comparables
- Arado Ar 234
- Iliouchine Il-28/Hong H-5
- Martin XB-51
- SO-4050 Vautour
- Yakovlev Yak-28